# جورج دوفال (كاتب مسرحي)
جورج دوفال (بالفرنسية: Georges Duval)‏ هو كاتب مسرحي فرنسي، ولد في 26 أكتوبر 1772 في فالوغنس في فرنسا، وتوفي في 21 مايو 1853 في باريس في فرنسا.